# Wolfram Löwe
Wolfram Löwe (ur. 14 maja 1945 w Markranstädt) – niemiecki piłkarz grający na pozycji pomocnika.

## Kariera klubowa
Löwe urodził się w mieście Markranstädt. Karierę piłkarską rozpoczął w tamtejszym klubie Motor Markranstädt, w którym rozpoczął treningi w drużynie juniorów. W 1963 roku odszedł do SC Lipsk i w jego barwach zadebiutował w rozgrywkach pierwszej ligi NRD. Od sezonu 1965/1966 był podstawowym zawodnikiem zespołu, a już w 1967 roku wywalczył z nim wicemistrzostwo Niemieckiej Republiki Demokratycznej. Kolejny sukces osiągnął dopiero w sezonie 1973/1974, gdy dotarł z Lokomotive do półfinału Pucharu UEFA. Niemcy przegrali jednak w nim dwukrotnie z Tottenhamem Hotspur 1:2 i 0:2. W 1976 roku wygrał Puchar NRD, a w finale Lokomotive wygrało 3:0 z FC Vorwärts Frankfurt. Także w latach 1970, 1973 i 1977 Löwe grał w finałach krajowego pucharu, jednak drużyna z Lipska przegrywała je. Karierę piłkarską Löwe zakończył w 1980 roku, a w barwach Lokomotive rozegrał 321 ligowych meczów oraz zdobył w nich 87 goli.
| Sezon   | Klub             | Kraj | Rozgrywki | Mecze | Bramki |
| ------- | ---------------- | ---- | --------- | ----- | ------ |
| 1963/64 | SC Lipsk         | NRD  | 1. liga   | 5     | 2      |
| 1964/65 | SC Lipsk         | NRD  | 1. liga   | 5     | 1      |
| 1965/66 | Lokomotive Lipsk | NRD  | 1. liga   | 20    | 4      |
| 1966/67 | Lokomotive Lipsk | NRD  | 1. liga   | 20    | 2      |
| 1967/68 | Lokomotive Lipsk | NRD  | 1. liga   | 25    | 13     |
| 1968/69 | Lokomotive Lipsk | NRD  | 1. liga   | 26    | 2      |
| 1969/70 | Lokomotive Lipsk | NRD  | 2. liga   | ?     | ?      |
| 1970/71 | Lokomotive Lipsk | NRD  | 1. liga   | 26    | 9      |
| 1971/72 | Lokomotive Lipsk | NRD  | 1. liga   | 13    | 2      |
| 1972/73 | Lokomotive Lipsk | NRD  | 1. liga   | 26    | 12     |
| 1973/74 | Lokomotive Lipsk | NRD  | 1. liga   | 21    | 6      |
| 1974/75 | Lokomotive Lipsk | NRD  | 1. liga   | 16    | 4      |
| 1975/76 | Lokomotive Lipsk | NRD  | 1. liga   | 23    | 8      |
| 1976/77 | Lokomotive Lipsk | NRD  | 1. liga   | 25    | 6      |
| 1977/78 | Lokomotive Lipsk | NRD  | 1. liga   | 23    | 7      |
| 1978/79 | Lokomotive Lipsk | NRD  | 1. liga   | 22    | 6      |
| 1979/80 | Lokomotive Lipsk | NRD  | 1. liga   | 25    | 3      |

## Kariera reprezentacyjna
W reprezentacji NRD Löwe zadebiutował 17 maja 1967 roku w wygranym 1:0 towarzyskim spotkaniu ze Szwecją. W 1974 roku został powołany przez selekcjonera Georga Buschnera do kadry na Mistrzostwa Świata w RFN, jedyny mundial na którym uczestniczyła kadra NRD. Tam Löwe wystąpił w czterech meczach swojej drużyny: z Australią (2:0), z Brazylią (0:1), z Holandią (0:2) i z Argentyną (1:1). Natomiast w 1976 roku Löwe zdobył z NRD złoty medal na Igrzyskach Olimpijskich w Montrealu - Niemcy wygrali 3:1 w finale z Polską. Ostatni mecz w kadrze narodowej rozegrał w październiku 1977 w eliminacjach do Mistrzostw Świata w Argentynie przeciwko Austrii (1:1 i gol w 50. minucie). Łącznie rozegrał w niej 43 mecze i zdobył 12 goli.